# 13e étape du Tour de France 2018
Pour un article plus général, voir Tour de France 2018.
La 13e étape du Tour de France 2018 se déroule le vendredi 20 juillet 2018 du Bourg-d'Oisans à Valence, sur une distance de 169,5 kilomètres.

## Parcours
Dès le départ, le parcours est plat en fond de vallée avec cependant dès la sortie de Vizille une courte côte de 3e catégorie accédant au plateau de Brié-et-Angonnes avant de redescendre pour la traversée de la métropole grenobloise. L'avenue Jean-Perrot rectiligne sur 4,2 kilomètres est empruntée, puis une portion finale des grands boulevards (boulevard Maréchal Joffre), les 1 188 mètres rectilignes du boulevard Gambetta, le quai Claude-Bernard et enfin une première dans l'histoire de la course, la traversée du polygone scientifique de Grenoble par l'avenue des Martyrs. La sortie de Grenoble se fait par un échangeur routier débouchant sur le pont des Martyrs accédant à Sassenage. Ce parcours plat se poursuit en rejoignant la départementale 1532 également rectiligne dans sa traversée de Noyarey et de Veurey-Voroize. Cette départementale dont l'aspect rectiligne rappelle celui d'une grande route nationale conduit la course jusqu'à Beauvoir-en-Royans où elle quitte la D1532 pour emprunter la D518 plus sinueuse faisant une boucle par Pont-en-Royans et gravissant une côte de 4e catégorie, avant de rejoindre la D125 en direction de Chabeuil, puis Valence où l'arrivée est située avenue de Romans.

## Résultats

### Classement de l'étape
| Classement de la 13e étape | Classement de la 13e étape | Classement de la 13e étape | Classement de la 13e étape | Classement de la 13e étape |
|                            | Coureur                    | Pays                       | Équipe                     | Temps                      |
| -------------------------- | -------------------------- | -------------------------- | -------------------------- | -------------------------- |
| 1er                        | Peter Sagan                | Slovaquie                  | Bora-Hansgrohe             | en 3 h 45 min 55 s         |
| 2e                         | Alexander Kristoff         | Norvège                    | UAE Emirates               | + 0 s                      |
| 3e                         | Arnaud Démare              | France                     | Groupama-FDJ               | + 0 s                      |
| 4e                         | John Degenkolb             | Allemagne                  | Trek-Segafredo             | + 0 s                      |
| 5e                         | Greg Van Avermaet          | Belgique                   | BMC Racing                 | + 0 s                      |
| 6e                         | Yves Lampaert              | Belgique                   | Quick-Step Floors          | + 0 s                      |
| 7e                         | Magnus Cort Nielsen        | Danemark                   | Astana                     | + 0 s                      |
| 8e                         | Andrea Pasqualon           | Italie                     | Wanty-Groupe Gobert        | + 0 s                      |
| 9e                         | Sonny Colbrelli            | Italie                     | Bahrain-Merida             | + 0 s                      |
| 10e                        | Taylor Phinney             | États-Unis                 | EF Education First-Drapac  | + 0 s                      |
| modifier                   |                            |                            |                            |                            |

### Points attribués
| Sprint intermédiaire Saint-Quentin-sur-Isère (km 71) | Sprint intermédiaire Saint-Quentin-sur-Isère (km 71) | Sprint intermédiaire Saint-Quentin-sur-Isère (km 71) | Sprint intermédiaire Saint-Quentin-sur-Isère (km 71) | Sprint intermédiaire Saint-Quentin-sur-Isère (km 71) |
| ---------------------------------------------------- | ---------------------------------------------------- | ---------------------------------------------------- | ---------------------------------------------------- | ---------------------------------------------------- |
|                                                      | Coureur                                              | Pays                                                 | Équipe                                               | Point(s)                                             |
| 1er                                                  | Thomas De Gendt                                      | Belgique                                             | Lotto-Soudal                                         | 20                                                   |
| 2e                                                   | Michael Schär                                        | Suisse                                               | BMC Racing                                           | 17                                                   |
| 3e                                                   | Dimitri Claeys                                       | Belgique                                             | Cofidis                                              | 15                                                   |
| 4e                                                   | Tom Scully                                           | Nouvelle-Zélande                                     | EF Education First-Drapac                            | 13                                                   |
| 5e                                                   | Alexander Kristoff                                   | Norvège                                              | UAE Emirates                                         | 11                                                   |
| 6e                                                   | John Degenkolb                                       | Allemagne                                            | Trek-Segafredo                                       | 10                                                   |
| 7e                                                   | Peter Sagan                                          | Slovaquie                                            | Bora-Hansgrohe                                       | 9                                                    |
| 8e                                                   | Andrea Pasqualon                                     | Italie                                               | Wanty-Groupe Gobert                                  | 8                                                    |
| 9e                                                   | Arnaud Démare                                        | France                                               | Groupama-FDJ                                         | 7                                                    |
| 10e                                                  | Edvald Boasson Hagen                                 | Norvège                                              | Dimension Data                                       | 6                                                    |
| 11e                                                  | Koen De Kort                                         | Pays-Bas                                             | Trek-Segafredo                                       | 5                                                    |
| 12e                                                  | Dion Smith                                           | Nouvelle-Zélande                                     | Wanty-Groupe Gobert                                  | 4                                                    |
| 13e                                                  | Darwin Atapuma                                       | Colombie                                             | UAE Emirates                                         | 3                                                    |
| 14e                                                  | Tobias Ludvigsson                                    | Suède                                                | Groupama-FDJ                                         | 2                                                    |
| 15e                                                  | Lukas Pöstlberger                                    | Autriche                                             | Bora-Hansgrohe                                       | 1                                                    |
| modifier                                             |                                                      |                                                      |                                                      |                                                      |

| Arrivée d'étape Valence (km 169,5) | Arrivée d'étape Valence (km 169,5) | Arrivée d'étape Valence (km 169,5) | Arrivée d'étape Valence (km 169,5) | Arrivée d'étape Valence (km 169,5) |
| ---------------------------------- | ---------------------------------- | ---------------------------------- | ---------------------------------- | ---------------------------------- |
|                                    | Coureur                            | Pays                               | Équipe                             | Point(s)                           |
| 1er                                | Peter Sagan                        | Slovaquie                          | Bora-Hansgrohe                     | 50                                 |
| 2e                                 | Alexander Kristoff                 | Norvège                            | UAE Emirates                       | 30                                 |
| 3e                                 | Arnaud Démare                      | France                             | Groupama-FDJ                       | 20                                 |
| 4e                                 | John Degenkolb                     | Allemagne                          | Trek-Segafredo                     | 18                                 |
| 5e                                 | Greg Van Avermaet                  | Belgique                           | BMC Racing                         | 16                                 |
| 6e                                 | Yves Lampaert                      | Belgique                           | Quick-Step Floors                  | 14                                 |
| 7e                                 | Magnus Cort Nielsen                | Danemark                           | Astana                             | 12                                 |
| 8e                                 | Andrea Pasqualon                   | Italie                             | Wanty-Groupe Gobert                | 10                                 |
| 9e                                 | Sonny Colbrelli                    | Italie                             | Bahrain-Merida                     | 8                                  |
| 10e                                | Taylor Phinney                     | États-Unis                         | EF Education First-Drapac          | 7                                  |
| 11e                                | Reinardt Janse Van Rensburg        | Afrique du Sud                     | Dimension Data                     | 6                                  |
| 12e                                | Dion Smith                         | Nouvelle-Zélande                   | Wanty-Groupe Gobert                | 5                                  |
| 13e                                | Jacopo Guarnieri                   | Italie                             | Groupama-FDJ                       | 4                                  |
| 14e                                | Timothy Dupont                     | Belgique                           | Wanty-Groupe Gobert                | 3                                  |
| 15e                                | Pierre Latour                      | France                             | AG2R La Mondiale                   | 2                                  |
| modifier                           |                                    |                                    |                                    |                                    |

|   | Coureur            | Pays      | Équipe         | Bonifications |
| - | ------------------ | --------- | -------------- | ------------- |
| 1 | Peter Sagan        | Slovaquie | Bora-Hansgrohe | 10 s          |
| 2 | Alexander Kristoff | Norvège   | UAE Emirates   | 6 s           |
| 3 | Arnaud Démare      | France    | Groupama-FDJ   | 4 s           |

### Cols et côtes
| Côte de Brié (km 32,5) 3e catégorie (2,4 km à 6,9%) | Côte de Brié (km 32,5) 3e catégorie (2,4 km à 6,9%) | Côte de Brié (km 32,5) 3e catégorie (2,4 km à 6,9%) | Côte de Brié (km 32,5) 3e catégorie (2,4 km à 6,9%) | Côte de Brié (km 32,5) 3e catégorie (2,4 km à 6,9%) |
| --------------------------------------------------- | --------------------------------------------------- | --------------------------------------------------- | --------------------------------------------------- | --------------------------------------------------- |
|                                                     | Coureur                                             | Pays                                                | Équipe                                              | Point(s)                                            |
| 1er                                                 | Thomas De Gendt                                     | Belgique                                            | Lotto-Soudal                                        | 2                                                   |
| 2e                                                  | Tom Scully                                          | Nouvelle-Zélande                                    | EF Education First-Drapac                           | 1                                                   |
| modifier                                            |                                                     |                                                     |                                                     |                                                     |

| Côte de Sainte-Eulalie-en-Royans (km 109,5) 4e catégorie (1,5 km à 4,9%) | Côte de Sainte-Eulalie-en-Royans (km 109,5) 4e catégorie (1,5 km à 4,9%) | Côte de Sainte-Eulalie-en-Royans (km 109,5) 4e catégorie (1,5 km à 4,9%) | Côte de Sainte-Eulalie-en-Royans (km 109,5) 4e catégorie (1,5 km à 4,9%) | Côte de Sainte-Eulalie-en-Royans (km 109,5) 4e catégorie (1,5 km à 4,9%) |
| ------------------------------------------------------------------------ | ------------------------------------------------------------------------ | ------------------------------------------------------------------------ | ------------------------------------------------------------------------ | ------------------------------------------------------------------------ |
|                                                                          | Coureur                                                                  | Pays                                                                     | Équipe                                                                   | Point(s)                                                                 |
| 1er                                                                      | Tom Scully                                                               | Nouvelle-Zélande                                                         | EF Education First-Drapac                                                | 1                                                                        |
| modifier                                                                 |                                                                          |                                                                          |                                                                          |                                                                          |

### Prix de la combativité
- Michael Schär (BMC Racing)

## Classements à l'issue de l'étape

### Classement général
| Classement général | Classement général | Classement général | Classement général | Classement général  |
|                    | Coureur            | Pays               | Équipe             | Temps               |
| ------------------ | ------------------ | ------------------ | ------------------ | ------------------- |
| 1er                | Geraint Thomas     | Royaume-Uni        | Sky                | en 53 h 10 min 38 s |
| 2e                 | Christopher Froome | Royaume-Uni        | Sky                | + 1 min 39 s        |
| 3e                 | Tom Dumoulin       | Pays-Bas           | Sunweb             | + 1 min 50 s        |
| 4e                 | Primož Roglič      | Slovénie           | Lotto NL-Jumbo     | + 2 min 46 s        |
| 5e                 | Romain Bardet      | France             | AG2R La Mondiale   | + 3 min 7 s         |
| 6e                 | Mikel Landa        | Espagne            | Movistar           | + 3 min 13 s        |
| 7e                 | Steven Kruijswijk  | Pays-Bas           | Lotto NL-Jumbo     | + 3 min 43 s        |
| 8e                 | Nairo Quintana     | Colombie           | Movistar           | + 4 min 13 s        |
| 9e                 | Daniel Martin      | Irlande            | UAE Emirates       | + 5 min 11 s        |
| 10e                | Jakob Fuglsang     | Danemark           | Astana             | + 5 min 45 s        |
| modifier           |                    |                    |                    |                     |

### Classement par points
| Classement par points | Classement par points | Classement par points | Classement par points | Classement par points |
| --------------------- | --------------------- | --------------------- | --------------------- | --------------------- |
|                       | Coureur               | Pays                  | Équipe                | Point(s)              |
| 1er                   | Peter Sagan           | Slovaquie             | Bora-Hansgrohe        | 398 points            |
| 2e                    | Alexander Kristoff    | Norvège               | UAE Emirates          | 170 pts               |
| 3e                    | Arnaud Démare         | France                | Groupama-FDJ          | 133 pts               |
| 4e                    | John Degenkolb        | Allemagne             | Trek-Segafredo        | 128 pts               |
| 5e                    | Andrea Pasqualon      | Italie                | Wanty-Groupe Gobert   | 100 pts               |
| 6e                    | Greg Van Avermaet     | Belgique              | BMC Racing            | 85 pts                |
| 7e                    | Philippe Gilbert      | Belgique              | Quick-Step Floors     | 78 pts                |
| 8e                    | Sonny Colbrelli       | Italie                | Bahrain-Merida        | 72 pts                |
| 9e                    | Alejandro Valverde    | Espagne               | Movistar              | 70 pts                |
| 10e                   | Daniel Martin         | Irlande               | UAE Emirates          | 68 pts                |
| modifier              |                       |                       |                       |                       |

### Classement du meilleur jeune
| Classement général du meilleur jeune | Classement général du meilleur jeune | Classement général du meilleur jeune | Classement général du meilleur jeune | Classement général du meilleur jeune |
|                                      | Coureur                              | Pays                                 | Équipe                               | Temps                                |
| ------------------------------------ | ------------------------------------ | ------------------------------------ | ------------------------------------ | ------------------------------------ |
| 1er                                  | Pierre Latour                        | France                               | AG2R La Mondiale                     | en 53 h 27 min 19 s                  |
| 2e                                   | Guillaume Martin                     | France                               | Wanty-Groupe Gobert                  | + 1 min 58 s                         |
| 3e                                   | Egan Bernal                          | Colombie                             | Sky                                  | + 6 min 49 s                         |
| 4e                                   | David Gaudu                          | France                               | Groupama-FDJ                         | + 36 min 59 s                        |
| 5e                                   | Søren Kragh Andersen                 | Danemark                             | Sunweb                               | + 50 min 11 s                        |
| 6e                                   | Daniel Martínez                      | Colombie                             | EF Education First-Drapac            | + 55 min 15 s                        |
| 7e                                   | Stefan Küng                          | Suisse                               | BMC Racing                           | + 55 min 16 s                        |
| 8e                                   | Antwan Tolhoek                       | Pays-Bas                             | Lotto NL-Jumbo                       | + 1 h 1 min 48 s                     |
| 9e                                   | Magnus Cort Nielsen                  | Danemark                             | Astana                               | + 1 h 12 min 21 s                    |
| 10e                                  | Thomas Boudat                        | France                               | Direct Énergie                       | + 1 h 17 min 36 s                    |
| modifier                             |                                      |                                      |                                      |                                      |

### Classement du meilleur grimpeur
| Classement du meilleur grimpeur | Classement du meilleur grimpeur | Classement du meilleur grimpeur | Classement du meilleur grimpeur | Classement du meilleur grimpeur |
| ------------------------------- | ------------------------------- | ------------------------------- | ------------------------------- | ------------------------------- |
|                                 | Coureur                         | Pays                            | Équipe                          | Point(s)                        |
| 1er                             | Julian Alaphilippe              | France                          | Quick-Step Floors               | 84 points                       |
| 2e                              | Warren Barguil                  | France                          | Fortuneo-Samsic                 | 70 pts                          |
| 3e                              | Serge Pauwels                   | Belgique                        | Dimension Data                  | 63 pts                          |
| 4e                              | Geraint Thomas                  | Royaume-Uni                     | Sky                             | 30 pts                          |
| 5e                              | David Gaudu                     | France                          | Groupama-FDJ                    | 25 pts                          |
| 6e                              | Pierre Rolland                  | France                          | EF Education First-Drapac       | 23 pts                          |
| 7e                              | Tom Dumoulin                    | Pays-Bas                        | Sunweb                          | 23 pts                          |
| 8e                              | Rudy Molard                     | France                          | Groupama-FDJ                    | 22 pts                          |
| 9e                              | Steven Kruijswijk               | Pays-Bas                        | Lotto NL-Jumbo                  | 20 pts                          |
| 10e                             | Mikel Nieve                     | Espagne                         | Mitchelton-Scott                | 19 pts                          |
| modifier                        |                                 |                                 |                                 |                                 |

### Classement par équipes
| Classement par équipes | Classement par équipes | Classement par équipes | Classement par équipes |
|                        | Équipe                 | Pays                   | Temps                  |
| ---------------------- | ---------------------- | ---------------------- | ---------------------- |
| 1re                    | Movistar               | Espagne                | en 160 h 28 min 10 s   |
| 2e                     | Sky                    | Royaume-Uni            | + 4 min 3 s            |
| 3e                     | Lotto NL-Jumbo         | Pays-Bas               | + 12 min 6 s           |
| 4e                     | Bahrain-Merida         | Bahreïn                | + 25 min 39 s          |
| 5e                     | AG2R La Mondiale       | France                 | + 47 min 2 s           |
| 6e                     | Astana                 | Kazakhstan             | + 52 min 16 s          |
| 7e                     | Sunweb                 | Allemagne              | + 1 h 5 min 45 s       |
| 8e                     | Mitchelton-Scott       | Australie              | + 1 h 37 min 17 s      |
| 9e                     | BMC Racing             | États-Unis             | + 1 h 40 min 17 s      |
| 10e                    | Katusha-Alpecin        | Suisse                 | + 1 h 44 min 47 s      |
| modifier               |                        |                        |                        |

## Abandon
- 51 -  Vincenzo Nibali (Bahrain-Merida) : non partant[2],[3]